# Temporada 2020 de IndyCar Series
La temporada 2020 de IndyCar Series fue la 25.a temporada de la serie y la 99a temporada de campeonatos de monoplazas en Estados Unidos. El evento principal fue el Indianápolis 500 2020. Josef Newgarden entró en la temporada como el campeón defensor y Honda como el campeón defensor del campeonato de motoristas. Fue el primer año de la administración de Penske después de que asumieron el cargo a fines de 2019.
Scott Dixon ganó el campeonato de pilotos y Honda en el fabricantes. Por su parte, Rinus VeeKay se llevó el trofeo de novatos.

## Escuderías y pilotos
| Escudería                                                   | Motor     | N.º | Pilotos           | Carreras      |
| ----------------------------------------------------------- | --------- | --- | ----------------- | ------------- |
| A. J. Foyt Enterprises                                      | Chevrolet | 4   | Charlie Kimball   | Todas         |
| A. J. Foyt Enterprises                                      | Chevrolet | 14  | Tony Kanaan       | 1, 5-9        |
| A. J. Foyt Enterprises                                      | Chevrolet | 14  | Dalton Kellett R  | 2-4, 10-11    |
| A. J. Foyt Enterprises                                      | Chevrolet | 41  | Dalton Kellett R  | 7, 12-13      |
| Andretti Autosport                                          | Honda     | 26  | Zach Veach        | 1-11          |
| Andretti Autosport                                          | Honda     | 26  | James Hinchcliffe | 12-13         |
| Andretti Autosport                                          | Honda     | 27  | Alexander Rossi   | Todas         |
| Andretti Autosport                                          | Honda     | 28  | Ryan Hunter-Reay  | Todas         |
| Andretti Autosport                                          | Honda     | 29  | James Hinchcliffe | 1-2, 7        |
| Andretti Harding Steinbrenner Autosport                     | Honda     | 88  | Colton Herta      | Todas         |
| Andretti Herta Autosport w/ Marco Andretti & Curb-Agajanian | Honda     | 98  | Marco Andretti    | Todas         |
| Arrow McLaren SP                                            | Chevrolet | 5   | Patricio O'Ward   | Todas         |
| Arrow McLaren SP                                            | Chevrolet | 7   | Oliver Askew R    | 1-11, 14      |
| Arrow McLaren SP                                            | Chevrolet | 66  | Fernando Alonso R | 7             |
| Carlin                                                      | Chevrolet | 59  | Conor Daly        | 1, 5-6, 8-9   |
| Carlin                                                      | Chevrolet | 59  | Max Chilton       | 2-4, 7, 10-14 |
| Chip Ganassi Racing                                         | Honda     | 8   | Marcus Ericsson   | Todas         |
| Chip Ganassi Racing                                         | Honda     | 9   | Scott Dixon       | Todas         |
| Chip Ganassi Racing                                         | Honda     | 10  | Felix Rosenqvist  | Todas         |
| Dale Coyne Racing with Rick Ware Racing & Byrd Belardi      | Honda     | 51  | James Davison R   | 7             |
| Dale Coyne Racing with Team Goh                             | Honda     | 55  | Álex Palou R      | Todas         |
| Dale Coyne Racing with Vasser-Sullivan                      | Honda     | 18  | Santino Ferrucci  | Todas         |
| DragonSpeed                                                 | Chevrolet | 81  | Ben Hanley R      | 7             |
| Dreyer & Reinbold Racing                                    | Chevrolet | 24  | Sage Karam        | 2, 7, 12-13   |
| Dreyer & Reinbold Racing                                    | Chevrolet | 67  | J. R. Hildebrand  | 7             |
| Ed Carpenter Racing                                         | Chevrolet | 20  | Ed Carpenter      | 1, 5-9        |
| Ed Carpenter Racing                                         | Chevrolet | 20  | Conor Daly        | 2-4, 10-14    |
| Ed Carpenter Racing                                         | Chevrolet | 21  | Rinus VeeKay R    | Todas         |
| Ed Carpenter Racing                                         | Chevrolet | 47  | Conor Daly        | 7             |
| Meyer Shank Racing                                          | Honda     | 60  | Jack Harvey       | Todas         |
| Rahal Letterman Lanigan Racing                              | Honda     | 15  | Graham Rahal      | Todas         |
| Rahal Letterman Lanigan Racing                              | Honda     | 30  | Takuma Satō       | Todas         |
| Rahal Letterman Lanigan Racing with Citrone/Buhl Autosport  | Honda     | 45  | Spencer Pigot     | 2, 7          |
| Team Penske                                                 | Chevrolet | 1   | Josef Newgarden   | Todas         |
| Team Penske                                                 | Chevrolet | 3   | Hélio Castroneves | 7             |
| Team Penske                                                 | Chevrolet | 3   | Scott McLaughlin  | 14            |
| Team Penske                                                 | Chevrolet | 12  | Will Power        | Todas         |
| Team Penske                                                 | Chevrolet | 22  | Simon Pagenaud    | Todas         |
| Fuente:                                                     |           |     |                   |               |

| Icono | Leyenda                   |
| ----- | ------------------------- |
| R     | Elegible a Novato del año |

## Calendario
Las primeras cuatro competencias programadas en el calendario original fueron canceladas por la pandemia por coronavirus.
| Ronda   | Fecha            | Carrera                                                       | Circuito                                   | Ciudad                   |
| ------- | ---------------- | ------------------------------------------------------------- | ------------------------------------------ | ------------------------ |
| 1       | 6 de junio       | Genesys 300                                                   | O Texas Motor Speedway                     | Fort Worth, Texas        |
| 2       | 4 de julio       | GMR Grand Prix                                                | R Indianapolis Motor Speedway              | Speedway, Indiana        |
| 3       | 11 de julio      | REV Group Grand Prix Presented by AMR Doubleheader            | R Road America                             | Elkhart Lake, Wisconsin  |
| 4       | 12 de julio      | REV Group Grand Prix Presented by AMR Doubleheader            | R Road America                             | Elkhart Lake, Wisconsin  |
| 5       | 17 de julio      | Iowa INDYCAR 250s                                             | O Iowa Speedway                            | Newton, Iowa             |
| 6       | 18 de julio      | Iowa INDYCAR 250s                                             | O Iowa Speedway                            | Newton, Iowa             |
| 7       | 23 de agosto     | 104th Running of the Indianapolis 500 Presented by Gainbridge | O Indianapolis Motor Speedway              | Speedway, Indiana        |
| 8       | 29 de agosto     | Bommarito Automotive Group Race to MEGA Savings 250s          | O World Wide Technology Raceway at Gateway | Madison, Illinois        |
| 9       | 30 de agosto     | Bommarito Automotive Group Race to MEGA Savings 250s          | O World Wide Technology Raceway at Gateway | Madison, Illinois        |
| 10      | 12 de septiembre | Honda Indy 200 at Mid-Ohio                                    | R Mid-Ohio Sports Car Course               | Lexington, Ohio          |
| 11      | 13 de septiembre | Honda Indy 200 at Mid-Ohio                                    | R Mid-Ohio Sports Car Course               | Lexington, Ohio          |
| 12      | 2 de octubre     | INDYCAR Harvest GP                                            | R Indianapolis Motor Speedway              | Speedway, Indiana        |
| 13      | 3 de octubre     | INDYCAR Harvest GP                                            | R Indianapolis Motor Speedway              | Speedway, Indiana        |
| 14      | 25 de octubre    | Firestone Grand Prix of St. Petersburg                        | R San Petersburgo                          | San Petersburgo, Florida |
| Fuente: |                  |                                                               |                                            |                          |

| Icono | Leyenda |
| ----- | ------- |
| O     | Óvalo   |
| R     | Rutero  |

## Resultados
| Ronda   | Carrera          | Pole position   | Vuelta rápida     | Piloto ganador   | Equipo ganador                          | Motor     |
| ------- | ---------------- | --------------- | ----------------- | ---------------- | --------------------------------------- | --------- |
| 1       | Texas            | Josef Newgarden | Felix Rosenqvist  | Scott Dixon      | Chip Ganassi Racing                     | Honda     |
| 2       | Indianapolis GP  | Will Power      | Scott Dixon       | Scott Dixon      | Chip Ganassi Racing                     | Honda     |
| 3       | Road America 1   | Josef Newgarden | Marco Andretti    | Scott Dixon      | Chip Ganassi Racing                     | Honda     |
| 4       | Road America 2   | Patricio O'Ward | Felix Rosenqvist  | Felix Rosenqvist | Chip Ganassi Racing                     | Honda     |
| 5       | Iowa 1           | Conor Daly      | Conor Daly        | Simon Pagenaud   | Team Penske                             | Chevrolet |
| 6       | Iowa 2           | Josef Newgarden | Josef Newgarden   | Josef Newgarden  | Team Penske                             | Chevrolet |
| 7       | Indianapolis 500 | Marco Andretti  | James Hinchcliffe | Takuma Satō      | Rahal Letterman Lanigan Racing          | Honda     |
| 8       | Gateway 1        | Will Power      | Takuma Satō       | Scott Dixon      | Chip Ganassi Racing                     | Honda     |
| 9       | Gateway 2        | Takuma Satō     | Álex Palou        | Josef Newgarden  | Team Penske                             | Chevrolet |
| 10      | Mid-Ohio 1       | Will Power      | Patricio O'Ward   | Will Power       | Team Penske                             | Chevrolet |
| 11      | Mid-Ohio 2       | Colton Herta    | Scott Dixon       | Colton Herta     | Andretti Harding Steinbrenner Autosport | Honda     |
| 12      | Harvest GP 1     | Rinus VeeKay    | Rinus VeeKay      | Josef Newgarden  | Team Penske                             | Chevrolet |
| 13      | Harvest GP 2     | Will Power      | Simon Pagenaud    | Will Power       | Team Penske                             | Chevrolet |
| 14      | San Petersburgo  | Will Power      | Marcus Ericsson   | Josef Newgarden  | Team Penske                             | Chevrolet |
| Fuente: |                  |                 |                   |                  |                                         |           |

## Clasificaciones

### Campeonato de Pilotos
| Pos. | Piloto             | TEX | IMS  | ROA  | ROA | IOW | IOW | INDY | GTW | GTW | MDO | MDO | IMS | IMS | STP  | Puntos |
| ---- | ------------------ | --- | ---- | ---- | --- | --- | --- | ---- | --- | --- | --- | --- | --- | --- | ---- | ------ |
| 1    | Scott Dixon        | 1L* | 1L   | 1L   | 12  | 2   | 5L  | 22L* | 1L  | 5   | 10  | 10  | 9   | 8   | 3    | 537    |
| 2    | Josef Newgarden    | 3L  | 7L   | 14L* | 9   | 5L  | 1L* | 5    | 12  | 1L  | 2   | 8   | 1L* | 4   | 1L   | 521    |
| 3    | Colton Herta       | 7   | 4    | 5    | 5   | 20  | 19  | 8L   | 4   | 6L  | 9L  | 1L* | 4L  | 2   | 11L  | 421    |
| 4    | Patricio O'Ward    | 12  | 8    | 8    | 2L* | 4L  | 12L | 6    | 3L* | 2L  | 11  | 9   | 22  | 5   | 2    | 416    |
| 5    | Will Power         | 13  | 20L* | 2L   | 11L | 21  | 2L  | 14L  | 17L | 3L  | 1L* | 7   | 6   | 1L* | 24L  | 396    |
| 6    | Graham Rahal       | 17  | 2L   | 7L   | 23  | 12  | 3L  | 38   | 18  | 20  | 4   | 4L  | 7L  | 7   | 9L   | 377    |
| 7    | Takuma Satō        | DNS | 10   | 9    | 8   | 10L | 21  | 13L  | 2L  | 9L* | 17  | 18L | 18  | 14  | 10   | 348    |
| 8    | Simon Pagenaud     | 2   | 3    | 12   | 13  | 1L* | 4   | 22L  | 19  | 16  | 18  | 6   | 16  | 10  | 6    | 339    |
| 9    | Alexander Rossi    | 15  | 25   | 19   | 3   | 6   | 8   | 279L | 22  | 14  | 3L  | 2   | 2   | 3   | 21L* | 317    |
| 10   | Ryan Hunter-Reay   | 8   | 13   | 4    | 22  | 16  | 22L | 105  | 7   | 11  | 5   | 3   | 19  | 16  | 5    | 315    |
| 11   | Felix Rosenqvist   | 20  | 15   | 18   | 1L  | 14L | 15  | 12L  | 8L  | 7   | 6   | 22  | 5L  | 11  | 18   | 306    |
| 12   | Marcus Ericsson    | 19  | 6L   | 10L  | 4   | 9   | 9   | 32   | 5   | 23  | 15  | 5L  | 10  | 15  | 7    | 291    |
| 13   | Santino Ferrucci   | 21  | 9    | 6    | 6   | 13  | 18  | 4L   | 16L | 10  | 14  | 14  | 15L | 12  | 23   | 290    |
| 14   | Rinus VeeKay RY    | 22  | 5    | 13   | 14  | 19  | 17  | 204  | 6   | 4   | 8   | 11  | 3L  | 17  | 15   | 289    |
| 15   | Jack Harvey        | 16  | 17L  | 23   | 17  | 7   | 7   | 9    | 11  | 13  | 7   | 12  | 8   | 6   | 19   | 288    |
| 16   | Álex Palou R       | 23  | 19   | 3    | 7   | 11  | 14  | 287  | 15  | 12  | 12  | 23  | 17  | 9   | 13L  | 238    |
| 17   | Conor Daly         | 6   | 12   | 21   | 18  | 8L  | 13L | 29   | 10  | 8   | 13  | 16  | 12  | 20  | 17   | 237    |
| 18   | Charlie Kimball    | 11  | 18   | 11   | 10  | 17  | 16  | 18   | 13  | 18  | 21  | 19  | 13  | 23  | 8    | 218    |
| 19   | Oliver Askew R     | 9   | 26   | 15   | 21  | 3   | 6L  | 30L  | 14  | 17  | 19  | 15  |     |     | 16   | 195    |
| 20   | Marco Andretti     | 14  | 22   | 22   | 19  | 22  | 10  | 131  | 23  | 15  | 23  | 20  | 25  | 22  | 20   | 176    |
| 21   | Zach Veach         | 4L  | 14L  | 16   | 16  | 23  | 20  | 15L  | 21  | 22  | 20  | 17  |     |     |      | 166    |
| 22   | Max Chilton        |     | 16   | 17   | 15  |     |     | 17   |     |     | 16  | 13  | 11  | 19  | 12   | 147    |
| 23   | James Hinchcliffe  | 18  | 11   |      |     |     |     | 76L  |     |     |     |     | 14  | 13  | 14L  | 138    |
| 24   | Tony Kanaan        | 10  |      |      |     | 18  | 11  | 19   | 9   | 19  |     |     |     |     |      | 106    |
| 25   | Ed Carpenter       | 5   |      |      |     | 15  | 23  | 26   | 20  | 21  |     |     |     |     |      | 81     |
| 26   | Dalton Kellett R   |     | 21   | 20   | 20  |     |     | 31   |     |     | 22  | 21  | 24  | 25  |      | 67     |
| 27   | Hélio Castroneves  |     |      |      |     |     |     | 11   |     |     |     |     | 20  | 21  |      | 57     |
| 28   | Sébastien Bourdais |     |      |      |     |     |     |      |     |     |     |     | 21  | 18  | 4    | 53     |
| 29   | Sage Karam         |     | 23   |      |     |     |     | 24   |     |     |     |     | 23  | 24  |      | 32     |
| 30   | J. R. Hildebrand   |     |      |      |     |     |     | 16   |     |     |     |     |     |     |      | 28     |
| 31   | Fernando Alonso R  |     |      |      |     |     |     | 21   |     |     |     |     |     |     |      | 18     |
| 32   | Spencer Pigot      |     | 24L  |      |     |     |     | 25   |     |     |     |     |     |     |      | 17     |
| 33   | Ben Hanley R       |     |      |      |     |     |     | 23   |     |     |     |     |     |     |      | 14     |
| 34   | James Davison R    |     |      |      |     |     |     | 33   |     |     |     |     |     |     |      | 10     |
| 35   | Scott McLaughlin R |     |      |      |     |     |     |      |     |     |     |     |     |     | 22   | 8      |
| Pos. | Piloto             | TEX | IMS  | ROA  | ROA | IOW | IOW | INDY | GTW | GTW | MDO | MDO | IMS | IMS | STP  | Puntos |

| Color   | Resultado                    |
| ------- | ---------------------------- |
| Oro     | Ganador                      |
| Plata   | 2.º lugar                    |
| Bronce  | 3.er lugar                   |
| Verde   | 4.º y 5.º lugar (top 5)      |
| Celeste | 6.º a 10.º lugar (top 10)    |
| Azul    | Finalizó (afuera del top 10) |
| Violeta | No terminó                   |
| Rojo    | DNQ - No se clasificó        |
| Marrón  | Wth - Retirado               |
| Negro   | DSQ - Descalificado          |
| Blanco  | DNS - No empezó              |
| Blanco  | C - Carrera cancelada        |

| Estado  | Resultado                                |
| ------- | ---------------------------------------- |
| Negrita | Pole position                            |
| Cursiva | Vuelta rápida                            |
| L       | Lideró al menos una vuelta de la carrera |
| *       | Quien lideró más vueltas en la carrera   |
| RY      | Novato del Año                           |
| R       | Novato                                   |

Fuente: IndyCar Series.

### Campeonato de Fabricantes
| Pos. | Fabricante | Puntos |
| ---- | ---------- | ------ |
| 1    | Honda      | 1122   |
| 2    | Chevrolet  | 1099   |